# Lethades buriator
Lethades buriator là một loài tò vò trong họ Ichneumonidae.